# Komenda Rejonu Uzupełnień Lwów Powiat

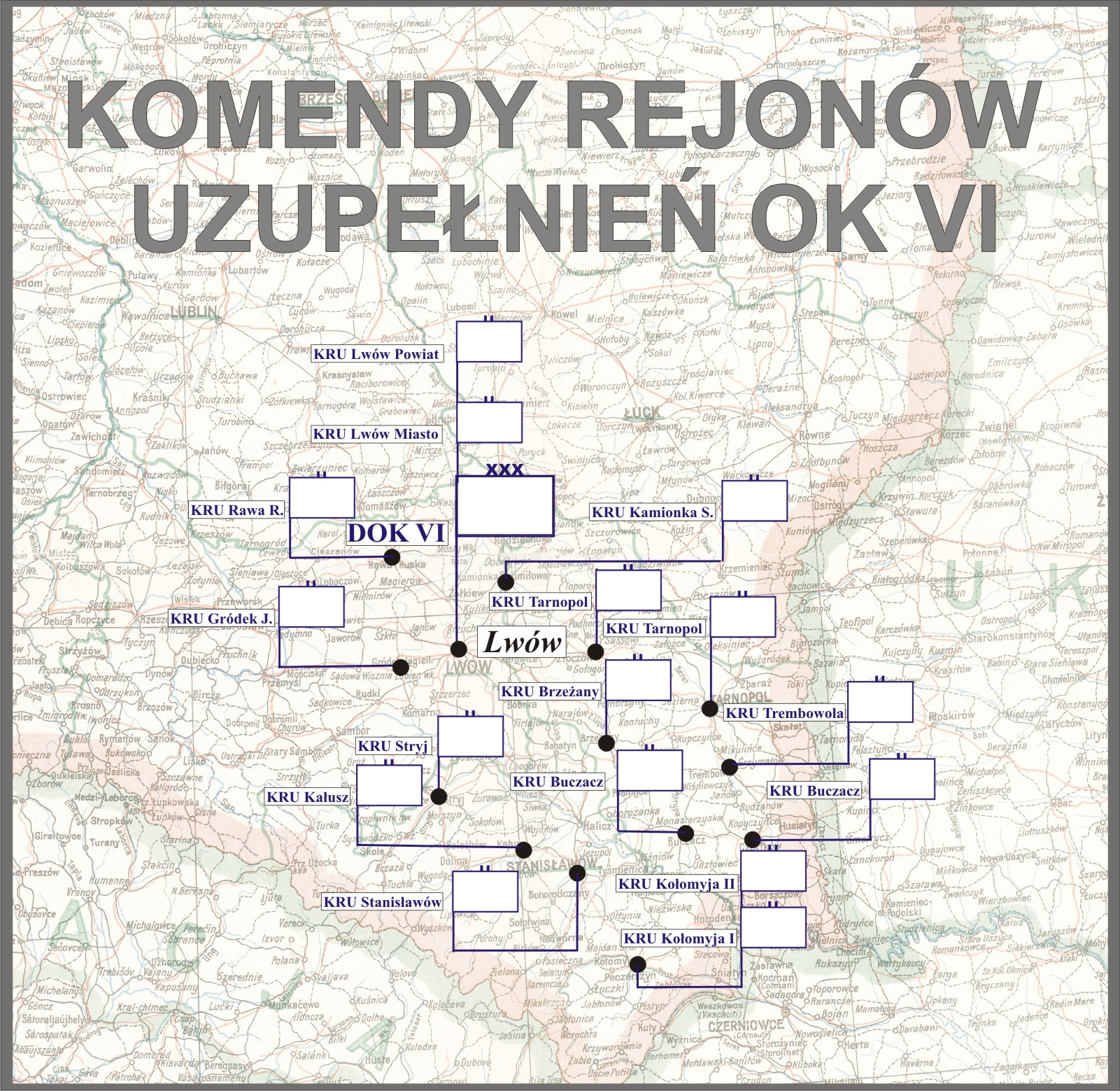
Komendy rejonów uzupełnień DOK VI

Komenda Rejonu Uzupełnień Lwów Powiat (KRU Lwów Powiat) – organ wojskowy właściwy w sprawach uzupełnień Sił Zbrojnych II Rzeczypospolitej i administracji rezerw w powierzonym mu rejonie.

## Historia komendy
Na początku lat 20. XX wieku na obszarze Okręgu Korpusu Nr VI została utworzona Powiatowa Komenda Uzupełnień Lwów Powiat obejmująca swoją właściwością powiaty: bóbrecki, lwowski i żydaczowski.
Z dniem 1 października 1927 roku powiat żydaczowski został włączony do PKU Stryj, która przeszła z obszaru OK X na obszar OK VI.
W marcu 1930 roku PKU Lwów Powiat była nadal podporządkowana Dowództwu Okręgu Korpusu Nr VI we Lwowie i administrowała powiatami: lwowskim i bóbreckim. W grudniu tego roku komenda posiadała skład osobowy typ II.
Z dniem 1 grudnia 1934 roku minister spraw wojskowych wyłączył powiat przemyślański z PKU Złoczów i przyłączył do PKU Lwów Powiat, którą jednocześnie zaliczył do I typu składów osobowych PKU.
31 lipca 1931 roku gen. dyw. Kazimierz Fabrycy, w zastępstwie ministra spraw wojskowych, rozkazem B. Og. Org. 4031 Org. wprowadził zmiany w organizacji służby poborowej na stopie pokojowej. Zmiany te polegały między innymi na zamianie stanowisk oficerów administracji w PKU na stanowiska oficerów broni (piechoty) oraz zmniejszeniu składu osobowego PKU typ I–IV o jednego oficera i zwiększeniu o jednego urzędnika II kategorii. Liczba szeregowych zawodowych i niezawodowych oraz urzędników III kategorii i niższych funkcjonariuszy pozostała bez zmian.
W 1938 roku PKU mieściła się przy ul. Kurkowej 12 we Lwowie.
1 lipca 1938 roku weszła w życie nowa organizacja służby uzupełnień, zgodnie z którą dotychczasowa PKU Lwów Powiat została przemianowana na Komendę Rejonu Uzupełnień Lwów Powiat przy czym nazwa ta zaczęła obowiązywać 1 września 1938 roku, z chwilą wejścia w życie ustawy z dnia 9 kwietnia 1938 roku o powszechnym obowiązku wojskowym. Obok wspomnianej ustawy i rozporządzeń wykonawczych do niej, działalność KRU (…) normowały przepisy służbowe MSWojsk. D.D.O. L. 500/Org. Tjn. Organizacja służby uzupełnień na stopie pokojowej z 13 czerwca 1938 roku. Zgodnie z tymi przepisami komenda rejonu uzupełnień była organem wykonawczym służby uzupełnień .
Komendant rejonu uzupełnień w sprawach dotyczących uzupełnień Sił Zbrojnych i administracji rezerw podlegał bezpośrednio dowódcy Okręgu Korpusu Nr VI, który był okręgowym organem kierowniczym służby uzupełnień. Rejon uzupełnień nie uległ zmianie i nadal obejmował powiaty: lwowski, bóbrecki i przemyślański.

## Obsada personalna
Poniżej przedstawiono wykaz oficerów zajmujących stanowisko komendanta Powiatowej Komendy Uzupełnień i komendanta rejonu uzupełnień oraz wykaz osób funkcyjnych (oficerów i urzędników wojskowych) pełniących służbę w PKU i KRU Lwówo Powiat, z uwzględnieniem najważniejszych zmian organizacyjnych przeprowadzonych w 1926 i 1938 roku.
Komendanci
- mjr piech. Bolesław Tadeusz Słowikowski (III 1921[13] – VII 1923 → komendant PKU Lwów Miasto[14])
- ppłk piech. Aleksander I Janicki (VII 1923[14] – 31 III 1928 → stan spoczynku[15])
- mjr piech. Marian Wilhelm Jan Mück[a] (p.o. IV 1928[24] – III 1929 → dyspozycja dowódcy OK VI[25][26])
- mjr piech. Franciszek Jarzębiński (VII 1929[27][28] – 15 VII 1933[29] → komendant PKU Lwów Miasto)
- mjr żand. Teofil Ney (15 VII 1933 – IV 1934 → komendant placu Grudziądz)
- mjr piech. Józef Kuryłowicz (IV 1934[30] – †18 VII 1939[31])

Obsada pozostałych stanowisk funkcyjnych PKU w latach 1921–1925
- I referent
  - mjr piech. Artur Linde (do 15 VIII 1922[34] → I referent PKU Rawa Ruska)
  - por. piech. Edward Jan Possinger (15 VIII 1922[34] – VII 1923[35] → 19 pp)
  - kpt. piech. Franciszek Jarzębiński (21 VI 1923[14] – II 1926 → kierownik I referatu)
- II referent
  - urzędnik wojsk. X rangi Jan Fidler (do VII 1923 → PKU Lwów Miasto[35])
  - urzędnik wojsk. XI rangi / por. kanc. Walerian Czerny (VII 1923[35] – II 1926 → referent)
- oficer instrukcyjny
  - por. piech. Piotr Małaszyński (do V 1925[36])
  - kpt. piech. Stanisław VI Zieliński (od V 1925[36])
- oficer ewidencyjny Bóbrka – urzędnik wojsk. XI rangi / por. kanc. Stanisław Rogal (od 4 IX 1923[37])
- oficer ewidencyjny Lwów Powiat
  - urzędnik wojsk. XI rangi Michał Janowski (do IV 1924[38] → PKU Buczacz)
  - urzędnik wojsk. XI rangi / por. kanc. Józef Brennenstühl (od IV 1924[39])
- oficer ewidencyjny Żydaczów
  - urzędnik wojsk. XI rangi / chor. Józef Skulski[b] (1923 – 1925)
  - por. kanc. Zbigniew Chowaniec (1 III 1925[41][42] – IV 1925 → PKU Skierniewice[43])

Obsada pozostałych stanowisk funkcyjnych PKU w latach 1926–1938
- kierownik I referatu administracji rezerw i zastępca komendanta
  - kpt. / mjr piech. Franciszek Jarzębiński (II 1926 – VII 1929 → p.o. komendanta PKU)
  - kpt. art. Marian Bilor (VII 1929[48] – IX 1930[49] → kierownik I referatu PKU Czortków)
  - kpt. piech. Franciszek Daszyński (od IX 1930[50])
  - kpt. piech. Henryk Feliks Kotowski[c] (III 1932 – III 1934 → dyspozycja dowódcy OK VI)
  - kpt. piech. Władysław Zygmunt August Ochab[d] (od VI 1934[58], był w VI 1935)
- kierownik II referatu poborowego
  - kpt. Aleksander Pieniążek (od II 1926)
  - kpt. art. Marian Bilor (do VII 1929 → kierownik I referatu)
  - kpt. piech. Franciszek Daszyński (VII 1929[59] – IX 1930 → kierownik I referatu)
  - por. piech. Józef Benedykt Konopka (IX 1930[50] – ? → KRU Lwów Miasto)
- referent
  - por. kanc. Walerian Czerny (od II 1926)
  - por. piech. Józef Benedykt Konopka (III[60] – IX 1930 → kierownik II referatu)
- referent (etat przejściowy) – por. kanc. Wacław Świtkowski (od II 1926)

Obsada pozostałych stanowisk funkcyjnych KRU w latach 1938–1939
- kierownik I referatu ewidencji – kpt. adm. (piech.) Aleksander Edward Stanisław Knauer[f] †1940 Charków[64]
- kierownik II referatu uzupełnień – kpt. adm. (piech.) Jan Tadeusz Blezień[g] †1940 Charków[66]